# 애니콜 V5400
SPH-V5400은 삼성전자에서 2004년에 출시한 휴대 전화이다.

## 기능

### 이동식 메모리
이 기기에는 1.36GB의 하드디스크가 내장되어 있어 이동식 디스크로 사용할 수 있다.

## 결함
이 기기의 하드디스크는 외부 충격에 약하다는 결함이 있다.

## 참고 자료
- 세티즌 : SPH-V5400